# 鳥取県道317号両三柳西福原線
鳥取県道317号両三柳西福原線（とっとりけんどう317ごう りょうみつやなぎにしふくばらせん）は、鳥取県米子市を通る一般県道である。

## 概要
米子市河崎から米子市西福原1丁目に至る。

### 路線データ
- 起点：鳥取県米子市河崎（河崎交差点、国道431号交点）
- 終点：鳥取県米子市西福原1丁目（西福原1丁目交差点、国道9号交点、鳥取県道207号皆生西原線終点）
- 総延長：4.2 km

## 地理

### 通過する自治体
- 鳥取県
  - 米子市

### 交差する道路
| 交差する道路                           | 交差する場所 | 交差する場所             |
| -------------------------------------- | ------------ | ------------------------ |
| 国道431号 鳥取県道300号米子環状線 重複 | 河崎         | 河崎交差点 / 起点        |
| 鳥取県道208号東福原樋口線              | 両三柳       | 両三柳交番入口交差点     |
| 鳥取県道245号両三柳後藤停車場線        | 米原7丁目    | 米原交差点               |
| 国道9号 鳥取県道207号皆生西原線        | 西福原1丁目  | 西福原1丁目交差点 / 終点 |

### 沿線
- 旧国道431号（全線）
- 米子市立加茂中学校
- 中海テレビ放送
- エディオン米子店
- 米子北高等学校
- ホープタウン
- 米子しんまち天満屋
- 山陰放送（BSS）
- ホテルサンルート米子
- 山陰信販・ホテルわこう